# James Lorimer
James Lorimer de Kellyfield, FRSE LLD (4 de novembre de 1818 - 13 de febrer de 1890) va ser un defensor i professor de dret públic escocès. Va ser una autoritat en dret internacional. Se li ha atribuït l'encunyació del concepte d'organització internacional.

## Biografia
Lorimer va néixer a Aberdalgie House, a Perthshire (Escòcia). Era fill de James Lorimer, gerent de les finques del comte de Kinnoull. Va estudiar a l'escola secundària de Perth i després va estudiar dret a la Universitat d'Edimburg, fent estudis de postgrau a Berlín, Bonn i Ginebra, ampliant la seva comprensió del dret europeu.
Va ser admès a la Facultat d'Advocats el 1845. El 1861 va ser nomenat membre de la Royal Society of Edinburgh, proposat per Leonard Schmitz. Va esdevenir Professor de Dret Públic a la Universitat d'Edimburg el 1862, amb el càrrec de Regius Professor of Public law, que va mantenir fins a la seva mort. El càrrec havia estat vacant des de la mort de Robert Hamilton el 1831.
Entre els seus fills hi ha el pintor John Henry Lorimer i l'arquitecte Sir Robert Lorimer. El seu net fou l'escultor Hew Lorimer. Està enterrat a l'extrem sud-oest del cementiri de Newburn a Fife amb la seva dona i els seus fills. La tomba està dissenyada pel seu fill, Robert Lorimer, qui més tard va ser enterrat a la mateixa tomba.
Hi ha una placa en la seva memòria a l'entrada de la Facultat de Dret de la Universitat d'Edimburg.

## Obra
Les publicacions de Lorimer inclouen The Institutes of Law: a Treatise of the Principles of Jurisprudence as Determined by Nature (1872) i The Institutes of the Law of Nations: a Treatise of the Jural Relations of Separate Political Communities (dos volums, 1884).
A Lorimer se li atribueix l'encunyació del concepte d'organització internacional en un article de 1871 a la Revue de Droit International et de Legislation Compare. Lorimer utilitza el terme amb freqüència en els seus dos volums Institutes of the Law of Nations (1883, 1884).
La seva filosofia jurídica defensava el dret natural que s'oposava al positivisme jurídic imperant. Defensava que la humanitat es dividia en tres sistemes, la societat civilitzada, la humanitzat bàrbara i la humanitat salvatge. La civilitzada eren les nacions europees i americanes, membres de ple dret de la societat internacional. Les bàrbares eren estats com Turquia, Pèrsia o Siam, així com Xina o Japó, que tenien reconeguts drets parcials. La salvatge era la resta del món.
Les seves preocupacions per l'aplicació del dret natural a les relacions internacionals van ser particularment influents en la formalització de les formes de reconeixement interestatal a l'Europa continental del segle xix. El 1873 va ser un dels fundadors de l'Institut de Droit International.